# Mark Noble
Mark Noble   (Canning Town, 8 de maig de 1987) és un futbolista professional anglès. La seva posició en el terreny de joc es de centrecampista. Actualment juga al West Ham United de la Premier League.
Ha jugat gairebé tot el futbol juvenil i del primer equip per al club, a part de dos curts períodes de préstec a Hull City i Ipswich Town el 2006, que li van valer el sobrenom de "Mr. West Ham".
Va jugar per primer cop per l'equip Barking Colts i després va entrar a la acadèmia de futbol del Arsenal, en aquell moment tenia 11 anys.